# Narimanovói repülőtér
A Narimanovói repülőtér (IATA: ASF, ICAO: URWA) (oroszul Аэропорт Нариманово [Aeroport Narimanovo]) nemzetközi repülőtér Oroszországban, az Asztraháni területen, Asztrahán közelében. Éves utasforgalma 597 038 fő (2018).

## Futópályák
A repülőtér futópályái:
- 09/27 (3200 m, 45 m, beton)
- 11/29 (1950 m, 100 m, talaj)

## Forgalom
Az utasforgalom az elmúlt években az alábbi módon változott:
| Utasok száma | 345 689 | 328 228 | 390 188 | 434 642 | 550 077 | 580 910 | 597 038 | 672 456 | 521 618 | 864 522 |
|              | 2011    | 2012    | 2013    | 2014    | 2015    | 2017    | 2018    | 2019    | 2020    | 2021    |